# بیمارستان فیروزگر
۳۵°۴۲′۳۳٫۳۱″ شمالی ۵۱°۲۴′۳۸٫۷۳″ شرقی / ۳۵٫۷۰۹۲۵۲۸°شمالی ۵۱٫۴۱۰۷۵۸۳°شرقی
مرکز آموزشی پژوهشی درمانی فیروزگر که با نام فیروزگر شناخته می‌شود، از بیمارستان‌های دانشگاه علوم پزشکی ایران است.

## پیشینه
ارباب گشتاسب فیروزگر، زرتشتی، در سال ۱۳۳۰ هجری شمسي زمین  فیروزگر را وقف کرد. در سال ۱۳۴۳ توسط عبدالحسین سمیعی ساخت بنای آن به اتمام رسید و افتتاح شد.

## امکانات
بیمارستان فیروزگر ۴۵۰ تخت مصوب و ۴۱۳ تخت فعال دارد و دارای بخش‌های فوق تخصصی، جراحی عمومی، ارتوپدی، جراحی اعصاب، گوش، حلق و بینی، داخلی، آی سی یو جنرال، آی سی یو جراحی اعصاب، سی سی یو، پست سی سی یو، دیالیز، اتاقهای عمل و واحدهای اورژانس شبانه‌روزی، داروخانه اورژانس، آزمایشگاه اورژانس، واحدهای پاراکلینیکی شامل: آزمایشگاه مرکزی، داروخانه، رادیولوژی، آندوسکوپی، کولونوسکوپی، اکوکاردیوگرافی و تست ورزش، برونکوسکوپی و تست تنفس، فیزیوتراپی و طب فیزیکی و کاردرمانی و گفتاردرمانی است.

### مشخصات
بخش آموزشی این مرکز آموزش پزشکی را در سطوح استاجری و اینترنی و رزیدنتی و رشته‌های پرستاری و پیراپزشکی برعهده دارد.
مساحت کل بیمارستان43000 متر مربع و مساحت زیر بنای آن18500 متر مربع است.
مرکز آموزشی درمانی فیروزگر در منطقه ۶ شهرداری تهران در تقاطع خیابان حافظ و طالقانی در خیابان به آفرین واقع شده‌است.